# فيتامينات العمل (برنامج إذاعي)
«فيتامينات العمل» (بالهولندية:Arbeidsvitaminen) هو برنامج إذاعي موسيقي شهير تُنتجه جمعية البث «AVROTROS» لراديو «NPO 5» في هولندا. بدأت النسخة الأولى من البرنامج على الهواء في 19 فبراير 1946 ومستمر إلى الآن، مما جعله أطول برنامج إذاعي في هولندا وواحدًا من أطول البرامج الإذاعية في العالم.

## الجوائز
- في 1 مايو 2006، حصل البرنامج على جائزة كتاب غينيس للأرقام القياسية لكونه أطول عرض إذاعي محلي في التاريخ.[2] ومع ذلك، فإن هذا الوضع قابل للنقاش، نظرًا لأن عددًا من البرامج الإذاعية الأخرى، وعلى الأخص في النرويج والمملكة المتحدة، تم بثها على الهواء منذ عشرينيات القرن الماضي.